# Mattiwilda Dobbs
Mattiwilda Dobbs (Atlanta, 11 de julio de 1925-8 de diciembre de 2015) fue una soprano de coloratura estadounidense y una de las primeras cantantes negras en disfrutar de una importante carrera internacional en la ópera.
Fue la primera afroestadounidense en cantar en el teatro La Scala de Milán (Italia) en 1951, y en obtener un contrato consecutivo en el Metropolitan Opera de Nueva York (la primera negra que cantó en ese teatro fue Marian Anderson, en 1955). Se retiró en 1974.

## Biografía
Dobbs nació en Atlanta, Georgia, una de las seis hijas de John e Irene Dobbs, quienes eran líderes de la comunidad afroamericana del estado.  Comenzó a tomar lecciones de piano a los siete años y cantó en coros comunitarios y de la iglesia.
Dobbs asistió a Spelman College, donde estudió economía doméstica y consideró convertirse en diseñadora de moda. Sin embargo, sus profesores la animaron a estudiar música, y comenzó a estudiar canto, graduándose con una licenciatura en español y música en 1946.  Tras graduarse, se mudó a la ciudad de Nueva York y estudió con la soprano alemana Lotte Leonard mientras completaba una maestría en español en la Universidad de Columbia.
Dobbs obtuvo varias becas,  incluyendo el Premio Marian Anderson en 1947, y una beca John Hay Whitney. Los fondos obtenidos por estos premios le permitieron trasladarse a Europa en 1950 y continuar allí sus estudios, en particular con Pierre Bernac.

## Trayectoria

### Europa
Dobbs actuó inicialmente en Europa como recitalista;  sin embargo, tras ganar el Concurso Internacional de Música de Ginebra (Suiza), en 1951,  continuó cantando en los principales festivales y teatros de ópera del continente. Debutó profesionalmente en la ópera en el Festival de Holanda, como el Ruiseñor de El Ruiseñor de Stravinsky, en 1952. Debutó en el Festival de Glyndebourne, como Zerbinetta en Ariadna en Naxos, en 1953.  Su éxito en este festival le valió un contrato de actuación en el Covent Garden (Londres) de 1953 a 1958.
Su debut en La Scala en 1953 fue por invitación del director Herbert von Karajan.  Dobbs interpretó el papel de Elvira en L'italiana in Algeri, que también marcó la primera vez que una artista negra cantaba en ese teatro de ópera. En una reseña de su actuación, la revista británica Opera la calificó como «la coloratura más destacada de su generación».
Debutó en la Royal Opera House de Londres, como Woodbird en Siegfried, en 1953. También actuó en la Ópera de París, la Ópera Estatal de Viena y en las óperas de Hamburgo y Estocolmo.  En 1954, cantó ante la reina Isabel II y los reyes de Suecia en el Covent Garden Theatre  y actuó en el Festival Internacional de Edimburgo.
En la década de 1960, Dobbs continuó actuando en Europa, particularmente en Suecia, donde vivía con su esposo.  Su exitosa y destacada carrera europea se considera significativa por servir de ejemplo a cantantes negras más jóvenes como Leontyne Price, Shirley Verrett, Jessye Norman y Kathleen Battle.

### Estados Unidos
Su debut en Estados Unidos fue un recital con la Little Orchestra Society, en la ciudad de Nueva York, en 1954. Hizo su debut en la Metropolitan Opera, como Gilda en Rigoletto, el 9 de noviembre de 1956, convirtiéndose en la primera cantante afroamericana en actuar en un papel romántico.  En una reseña de su actuación, Carl Van Vechten escribió que la de Dobbs fue "gloriosa... una coloratura cálida y brillante, y la mejor Gilda en mi experiencia".  Aunque la cantante afroamericana Marian Anderson había actuado en el Met el año anterior, Dobbs fue la primera afroamericana a la que el Met le ofreció un contrato a largo plazo.  En ocho temporadas, actuó 29 veces,  incluyendo Zerbinetta en Ariadne auf Naxos, Zerlina en Don Giovanni, Olympia en The Tales of Hoffmann , Lucia en Lucia di Lammermoor y Oscar en Un ballo in maschera. También apareció en la Ópera de San Francisco en 1955, donde fue la primera afroamericana en interpretar un papel principal.
Siguiendo el ejemplo de otros artistas afroamericanos, Dobbs se negó a actuar para públicos segregados. Posteriormente declaró que esto perjudicó su carrera, ya que rechazó ofertas de trabajo en los estados del sur. Cuando se desegregó el Auditorio Municipal de Atlanta en 1961, Dobbs fue la primera persona en cantar para un público integrado en la ciudad. Tras la desegregación, actuó en Atlanta en una serie de óperas producidas por Blanche Thebom.

## Retiro
Dobbs se retiró de la actuación en 1974 y comenzó a impartir clases en la Universidad de Texas, donde fue la primera afroamericana en el profesorado. Continuó su carrera docente como profesora de canto en la Universidad Howard en Washington, D. C. Antes de jubilarse en el condado de Arlington, Virginia.
En 1989, Dobbs fue elegida miembro de la junta directiva de la Ópera Metropolitana.

## Reconocimiento
En 1954, los Reyes de Suecia concedieron a Dobbs la Orden de la Estrella Polar.
En 1979, Dobbs recibió un doctorado honoris causa en Bellas Artes por el Spelman College.
En 1980, la Biblioteca del Congreso organizó una exposición sobre su vida.
En 1983, Dobbs recibió el James Weldon Johnson Award in Fine Arts de la National Association for the Advancement of Colored People (NAACP) de Atlanta.

## Vida personal
Martin Luther King Sr. quería que su hijo, Martin Luther King Jr. , se casara con Dobbs, ya que su padre era un activista activo de los derechos civiles y amigo suyo.
Dobbs se casó dos veces. Su primer marido, el periodista español Luis Rodríguez, falleció de una enfermedad hepática en junio de 1954, catorce meses después de su boda.  A finales de 1957, se casó con Bengt Janzon, periodista y ejecutivo de relaciones públicas sueco. Janzon falleció en 1997.  Dobbs era tía del primer alcalde negro de Atlanta, Maynard Jackson, y cantó en su investidura en enero de 1978.
Dobbs murió de cáncer el 8 de diciembre de 2015, en su casa de Atlanta a la edad de 90 años.